# خب الرضم
خب الرضم قرية حديثة من قرى محافظة الزلفي بالسعودية. تقع في منطقة المستوي، يوجد فيها مرافق حكومية وتبعد عن مدينة الزلفي ما يقارب 50 كم من ناحية الغرب.